# Mauna Loa
Mauna Loa (phát âm /ˌmɔːnə ˈloʊ.ə/ hay /ˌmaʊnə ˈloʊ.ə/ trong tiếng Anh, /ˈmounə ˈloə/ phát âm Hawai) là ngọn núi lửa lớn nhất Trái Đất tính theo số lần phun và diện tích, là một trong năm núi lửa hình thành nên đảo Hawaii thuộc tiểu bang Hawai'i của Hoa Kỳ. Mauna Loa là một núi lửa hình khiên còn hoạt động với thể tích xấp xỉ 18.000 dặm khối Anh (75.000 km3), mặc dù đỉnh thấp hơn khoảng 120 foot (37 m) so với đỉnh Mauna Kea gần đó. Danh xưng "Mauna Loa" có nguồn gốc trong tiếng Hawaii, nghĩa là "núi dài". nó đã phun trào được khoảng 75 lần và lần phun trào cuối cùng vào năm 1984